# Bernard Marie Sage
Bernard Marie Sage est un homme politique français né le 15 septembre 1760 à Sarcey (Rhône) et décédé dans la même commune le 25 août 1816.
Administrateur du département, il est député de Rhône-et-Loire  à l'Assemblée Législative de 1791 à 1792. Il y siège avec les modérés.
Sous le nom de Bernard Marie Lesage, il est confondu dans les notices de certains dictionnaires (comme la Biographie universelle de Michaud) avec Denis Toussaint Lesage.

## Sources
- « Bernard Marie Sage », dans Adolphe Robert et Gaston Cougny, Dictionnaire des parlementaires français, Edgar Bourloton, 1889-1891 [détail de l’édition]